# زندگی در زمان جنگ (فیلم)
زندگی در زمان جنگ  (به انگلیسی: Life During Wartime) فیلمی محصول سال ۲۰۰۹ و به کارگردانی تاد سولوندز است. در این فیلم بازیگرانی همچون شرلی هندرسون، کیران هایندز، الیسون جنی، مایکل لانر، کریس مارکت، ریچ پکی، شارلوت رمپلینگ، پل روبنز، الی شیدی، دیلن ریلی اسنایدر، رینی تیلور، مایکل کی. ویلیامز و گبی هافمن ایفای نقش کرده‌اند.